# Micrasema kurilicum
Micrasema kurilicum är en nattsländeart som beskrevs av Lazar Botosaneanu 1990. Micrasema kurilicum ingår i släktet Micrasema och familjen bäcknattsländor. Inga underarter finns listade i Catalogue of Life.